# Samegawa
Samegawa (jap. 鮫川村 Samegawa-mura) – wieś w Japonii, na wyspie Honsiu, w prefekturze Fukushima. Według danych na rok 2020 miejscowość zamieszkiwało 3 049 mieszkańców , a gęstość zaludnienia wyniosła 23,2 os./km².